# Vườn quốc gia Ngọc Sơn
Vườn quốc gia Ngọc Sơn (tiếng Trung: 玉山國家公園; bính âm: Yù Shān  Gúojiā Gōngyuán) là một vườn quốc gia nằm tại Đài Loan. Nó được đặt theo tên của Ngọc Sơn, là đỉnh núi cao nhất Đông Á. Vườn quốc gia có tổng diện tích 103.121 ha, bao gồm phần lớn của Dãy núi Trung ương, với hơn 30 đỉnh núi cao trên 3.000 mét và hai phần ba vườn quốc gia có độ cao trên 2000 mét. Chênh lệch độ cao lớn nhất là 3.600 mét, vườn quốc gia có rất nhiều các hẻm núi, vách đá và thung lũng tuyệt đẹp.
Tuy nhiên, do vị trí và cơ quan quản lý ở xa nên vườn quốc gia nên đây không nằm trong số các vườn quốc gia có lượng khách ghé thăm nhiều nhất Đài Loan. Chỉ có 1.044.994 khách ghé thăm vườn quốc gia này trong năm 2015.

## Mô tả
Ngọc Sơn là vườn quốc gia nổi tiếng với nhiều vùng khí hậu nên ở đây có sự đa dạng sinh học phong phú. Các loài thực vật trong vườn quốc gia từ cận nhiệt đới ở các chân đồi cho đến núi cao. Sự chênh lệch về độ cao, vách đá dốc, và thung lũng sâu trong vườn quốc gia tạo cho nơi đây có điều kiện thời tiết không ổn định. Nhiệt độ có thể thay đổi từ ấm đến lạnh tại cùng một thời điểm ở những nơi tương đối gần nhau. Trong khi diện tích chỉ chiếm 3% tổng diện tích đất của đảo Đài Loan, nhưng đây lại là nơi có một nửa số loài thực vật bản địa của Đài Loan phát triển trong phạm vi ranh giới của nó. Trong các cuộc thăm dò và nghiên cứu, có 2.522 loại thực vật khác nhau được tìm thấy trong vườn quốc gia Ngọc Sơn.
Có tổng cộng 6 thảm thực vật phát triển tại đây bao gồm:
- Dưới 1800 mét: Rừng lá rộng và hỗn giao, bị chi phối bởi các loài Nguyệt quế và Cử.
- 1800-2500 mét: Rừng Bách sai nguyên sinh (Chamaecyparis)
- 2500-3500 mét: Rừng thông Đài Loan
- 3.530 mét: Thông Abies kawakamii
- 3500-3800 mét: Cây bụi núi cao
- Trên 3800 mét: Thảo mộc núi cao

Về động vật, đây là nơi có nhiều loài 151 loài chim, 50 loài động vật có vú, 18 loài bò sát, 13 loài lưỡng cư, 780 loài côn trùng.